# أوتونيت

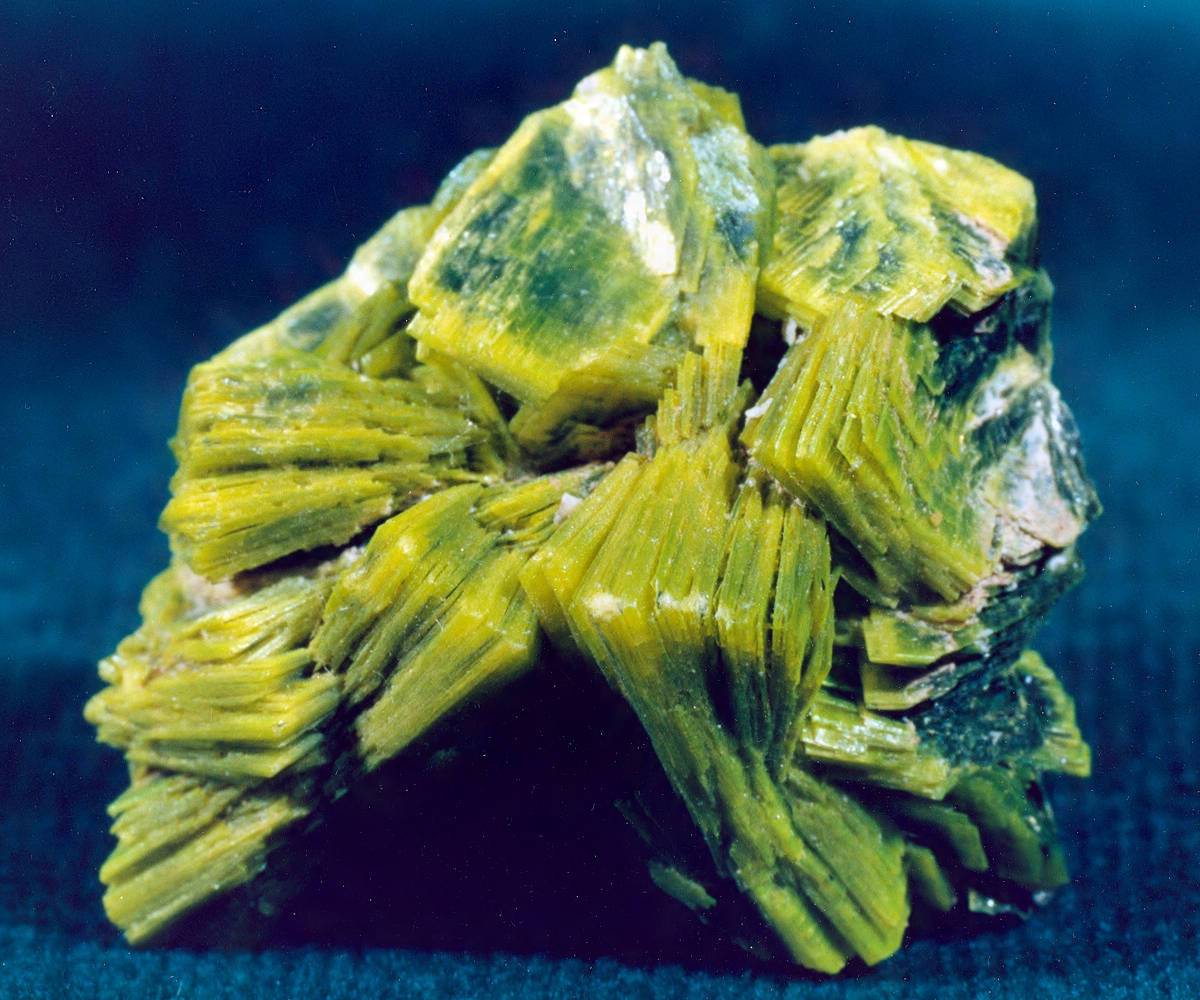
صورة لخام الأوتونيت

الأوتونيت (Autunite) هو مركب يورانيل فوسفات الكالسيوم المائي، وهو خام أصفر مخضر متألق صيغته الكيميائية Ca(UO2)2(PO4)2·10-12H2O يتبلور في النظام البلوري الرباعي ويتمتع بنشاط إشعاعي نظراً لاحتوائه على قدر من اليورانيوم، ولذلك يعد أحد الخامات التي يستخلص منها اليورانيوم. عند تجفيف الخام يتحول إلى ميتا ـ أوتونيت 1 (meta-autunite-I) الذي يتحول عند تسخينه إلى ميتا ـ أوتونايت 2 (meta-autunite-II)، وهذان الخامان نادرا الوجود في الطبيعة. ولإجراء الدراسات العلمية يوصى بحفظ الخام في علب محكمة الإغلاق للحد من فقدانه للماء. أطلق على معدن الأوتونيت هذا الاسم لأنه اكتشف سنة 1852 قرب أوتن (بالفرنسية: Autun) بفرنسا.

## معرض صور

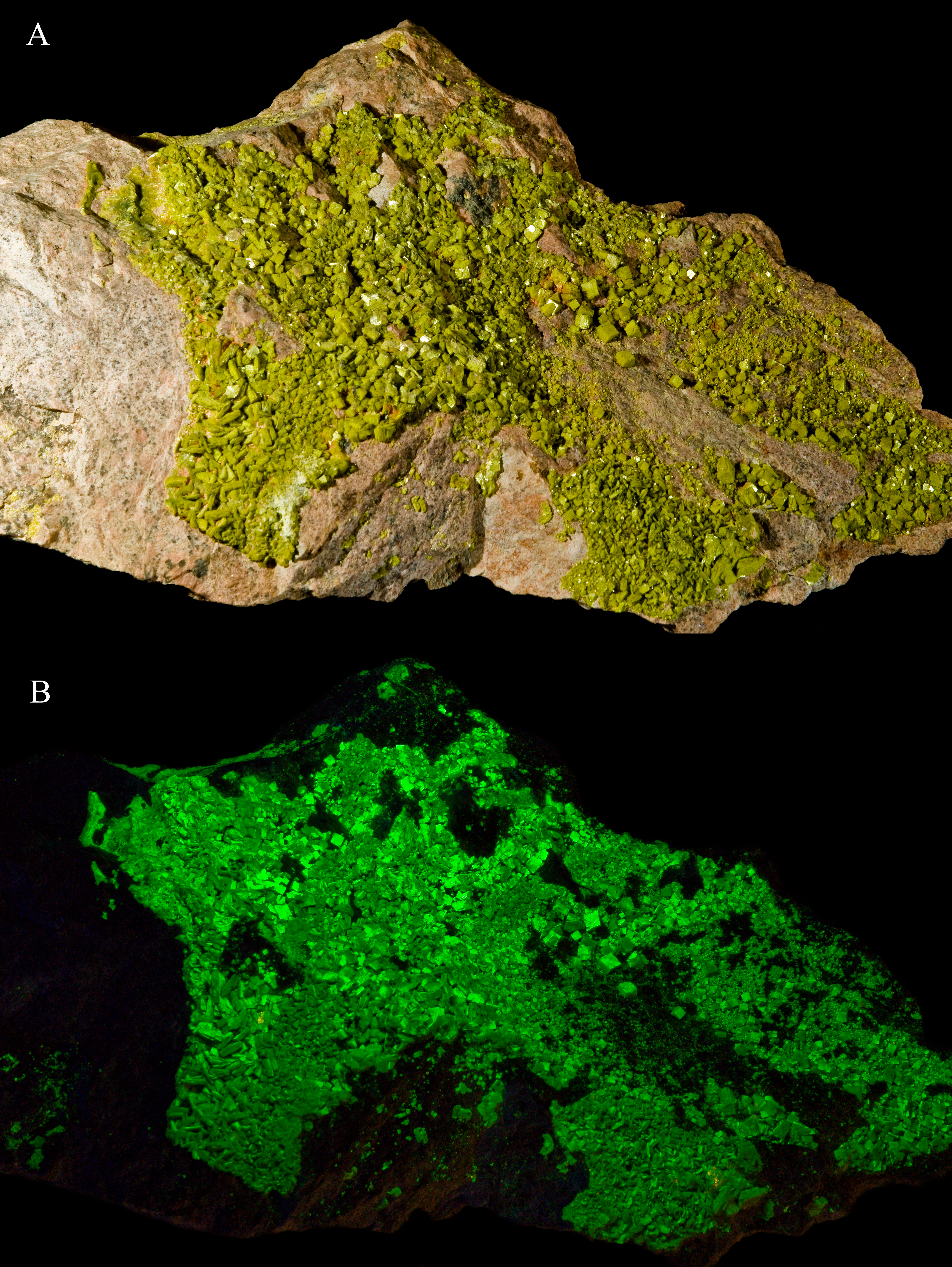
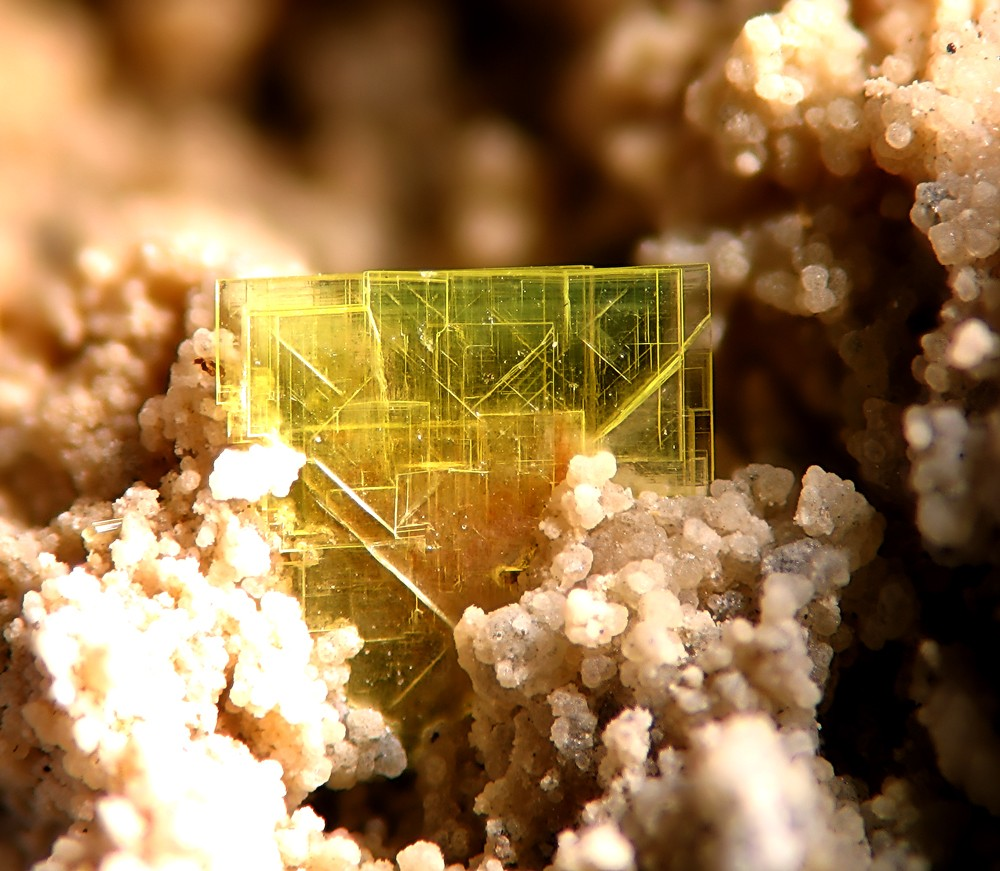
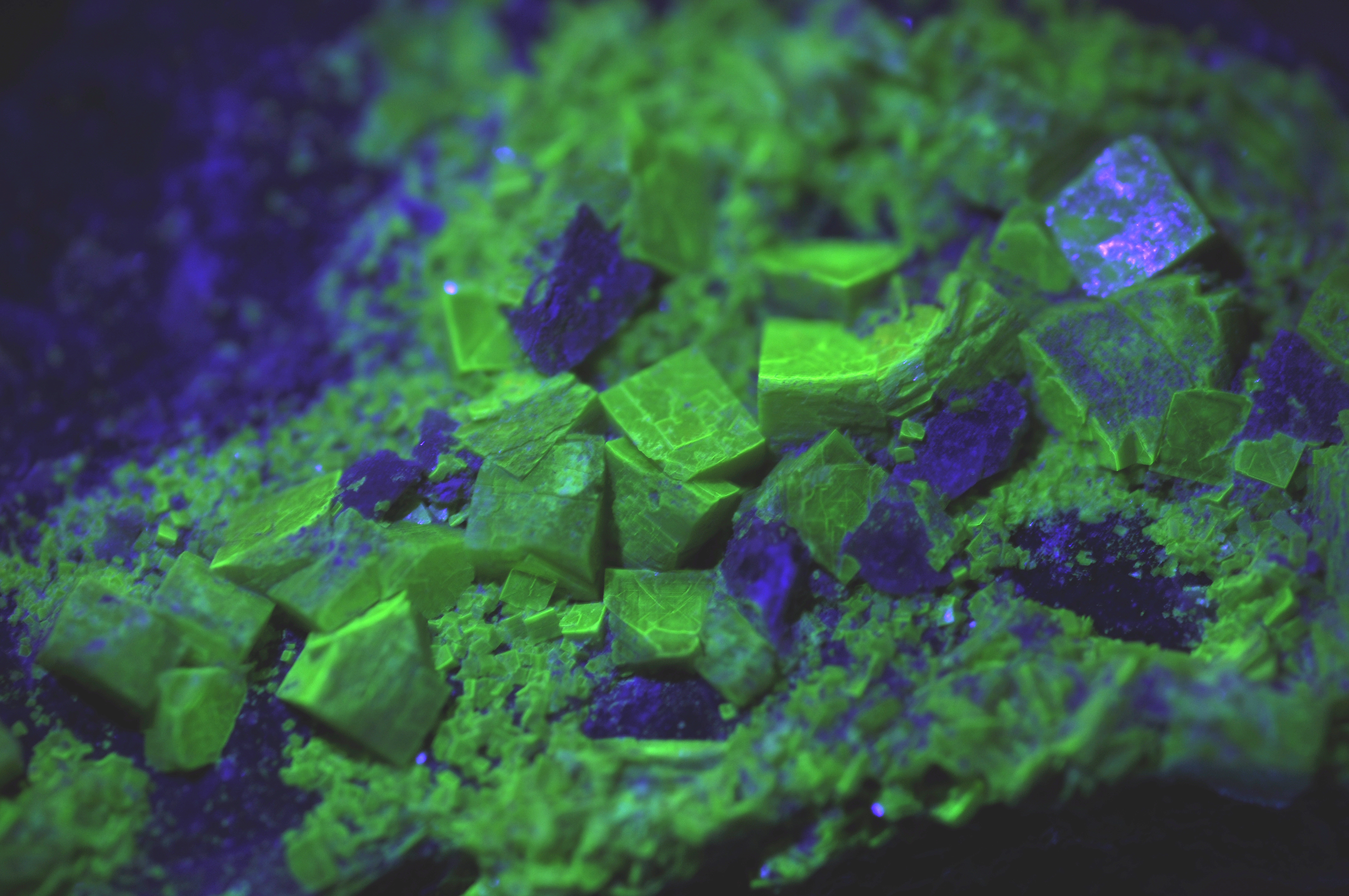
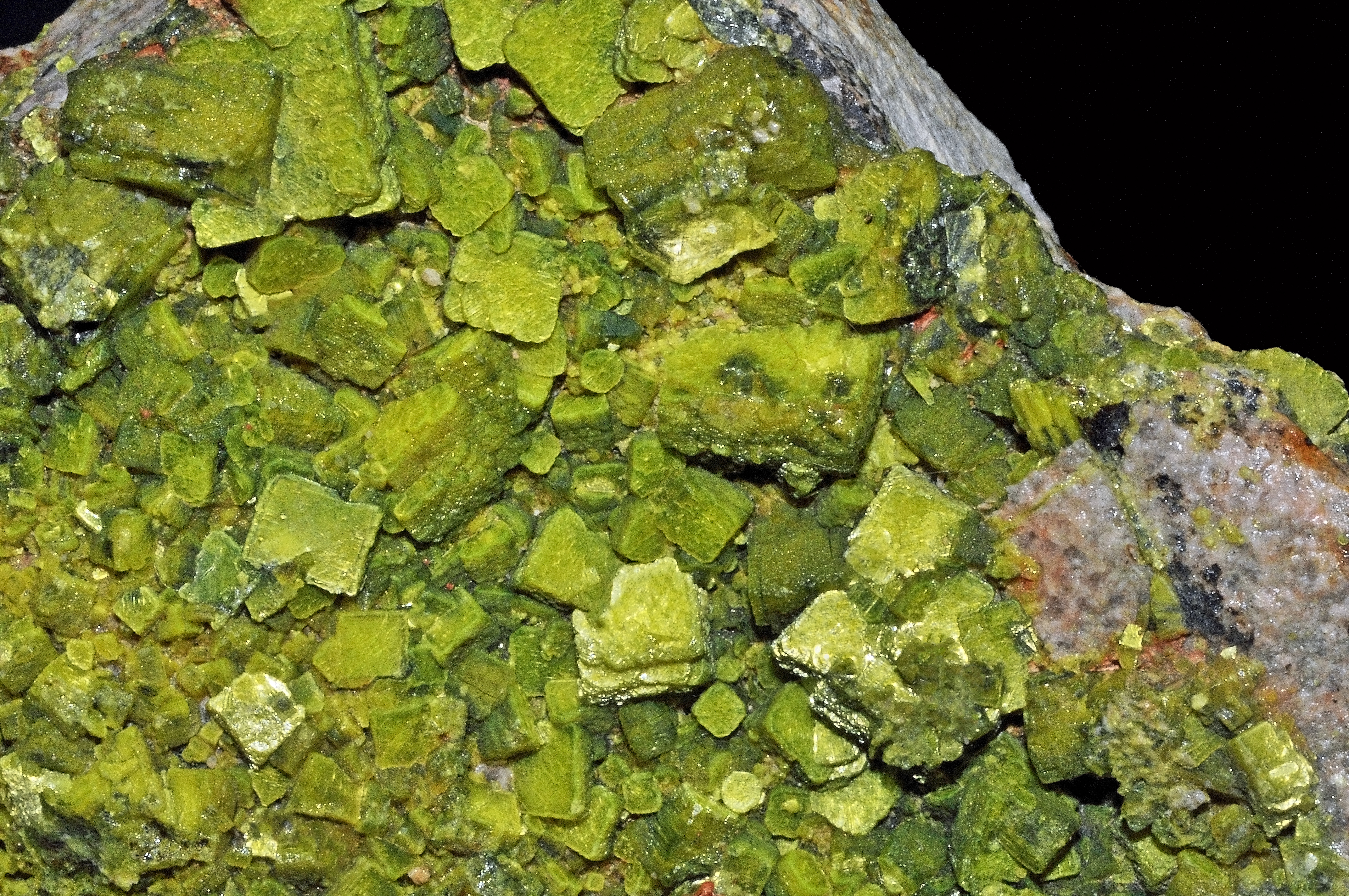